# 6-Stunden-Rennen von Mosport 1977

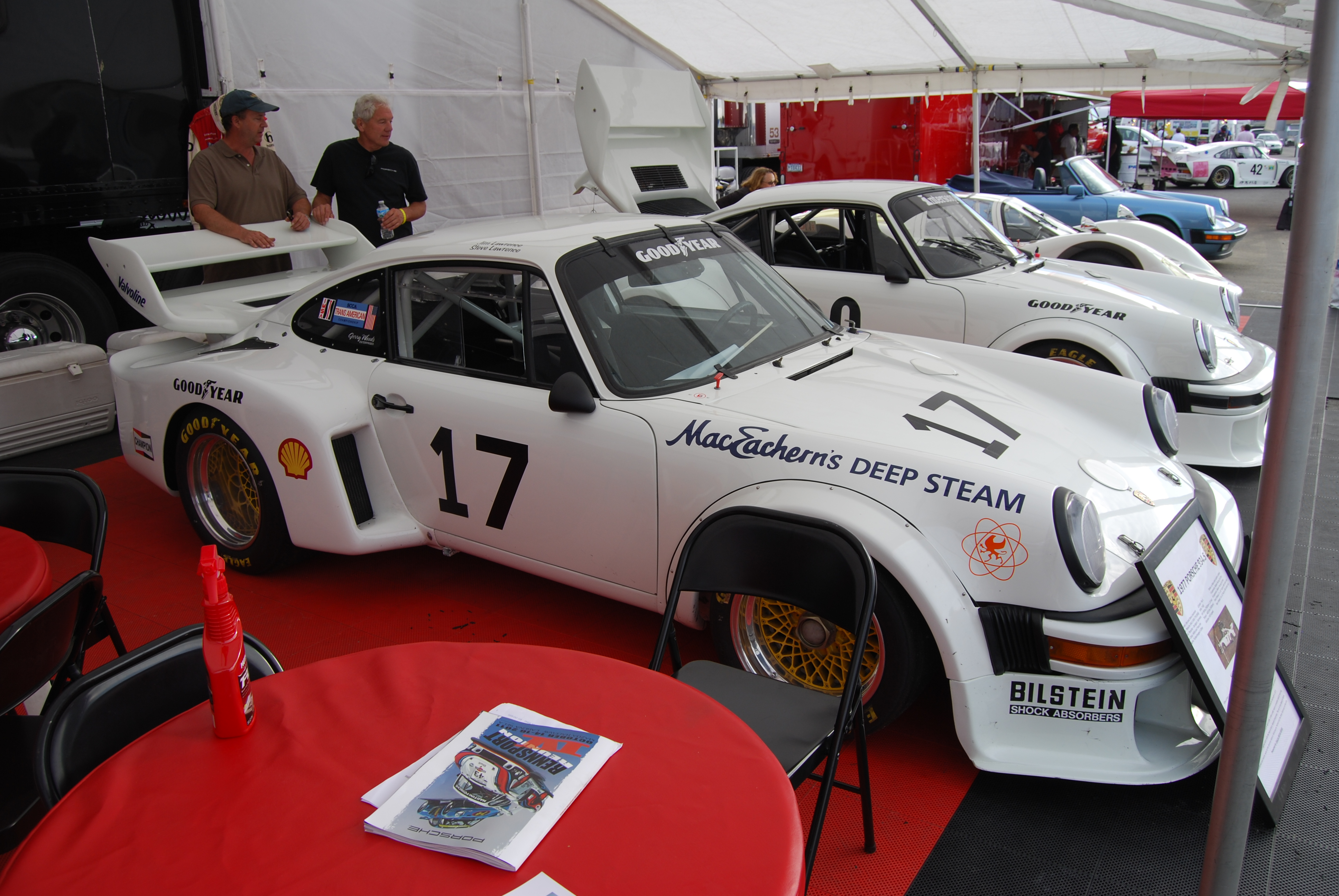
Porsche 934/5; Siegerwagen von Ludwig Heimrath senior und Paul Miller

Das 6-Stunden-Rennen von Mosport 1977, auch Molson Diamond Can-Am Trans-Am Weekend (Molson Diamond 6 Hour Trans-Am and World Manufacturers Championship), Mosport Park, fand am 28. August auf dem Canadian Tire Motorsport Park statt und war der zwölfte Wertungslauf der Sportwagen-Weltmeisterschaft dieses Jahres.

## Das Rennen
Das 6-Stunden-Rennen von Mosport war in vielerlei Hinsicht eine Veranstaltung der Debüts. Es war der erste und einzige Gesamtsieg eines Kanadiers in der Sportwagen-Weltmeisterschaft. Ludwig Heimrath senior kam 1956 als Auswanderer nach Kanada, arbeitete bei VW Kanada, nahm die kanadische Staatsbürgerschaft an und wurde ein erfolgreicher Sportwagenpilot. Sein Teamkollege im Porsche 934/5 war der US-Amerikaner Paul Miller. Ein zweiter Kanadier bestritt in Mosport sein erstes und gleichzeitig letztes Weltmeisterschaftsrennen. Gilles Villeneuve, der Vater des späteren Formel-1-Weltmeisters Jacques Villeneuve und Bruder von Jacques Villeneuve senior, fuhr einen BMW 320i und wurde mit Partner Eddie Cheever Gesamtzweiter.
Ursprünglich hatten Peter Gregg und Bob Wollek das Rennen im Porsche 934/4 mit drei Runden Vorsprung überlegen gewonnen. Stunden nach dem Rennen wurde der Wagen wegen einer illegalen Aufhängung disqualifiziert.

## Ergebnisse

### Schlussklassement
| 1               | TA2   | 7  | Heimrath Racing               | Ludwig Heimrath senior Paul Miller              | Porsche 934/5           | 240 |
| 2               | Gr. 5 | 23 | BMW Faltz Assen               | Eddie Cheever Gilles Villeneuve                 | BMW 320i                | 234 |
| 3               | TA1   | 44 | Group 44 Inc.                 | Bob Tullius Brian Fuerstenau                    | Jaguar XJS              | 229 |
| 4               | TA1   | 98 | Tom Spalding Racing           | Tom Spalding John Bauer Elliott Forbes-Robinson | Porsche 911 Carrera RSR | 227 |
| 5               | TA2   | 9  | Bytzek Automotive Design      | Klaus Bytzek Rudy Bartling Harry Bytzek         | Porsche Carrera RSR     | 224 |
| 6               | TA2   | 13 | Bankrupt Inc. Racing          | Hal Shaw Howard Meister                         | Porsche Carrera RSR     | 224 |
| 7               | TA2   | 88 | Dicom Corporation             | Peter Overing Fritz Hochreuter Marcel Talbot    | Porsche Carrera RSR     | 222 |
| 8               | Gr. 5 | 2  | McLaren North America         | David Hobbs Ronnie Peterson                     | BMW 320i Turbo          | 215 |
| 9               | TA1   | 60 | Brandt Moving & Storage       | John Brandt Michael Oleyar                      | Chevrolet Corvette 350  | 214 |
| 10              | TA2   | 18 | Eitel Maier                   | Eitel Maier Jerry Jolly                         | Porsche Carrera RSR     | 200 |
| 11              | TA1   | 90 | Rynone Industries             | Thomas Rynone Michael Wiernicki Neil Wiernicki  | Chevrolet Corvette 427  | 199 |
| 12              | TA2   | 0  | Vasek Polak Racing            | Monte Shelton Skeeter McKitterick               | Porsche 934/5           | 154 |
| Disqualifiziert |       |    |                               |                                                 |                         |     |
| 13              | TA2   | 59 | Brumos Porsche Audi           | Peter Gregg Bob Wollek                          | Porsche 934/5           | 243 |
| Ausgefallen     |       |    |                               |                                                 |                         |     |
| 14              | TA1   | 57 | John Wood Racing              | John Wood Chip Mead                             | Porsche 911 Carrera RSR | 187 |
| 15              | TA2   | 75 | Ridgely Racing                | Norm Ridgely Jim Cook                           | Porsche Carrera RSR     | 114 |
| 16              | TA2   | 31 | Warren Agor                   | Warren Agor Paul Nichter                        | Chevrolet Monza 350     | 94  |
| 17              | TA1   | 80 | Nagel Racing                  | Nick Engels Bob Nagel                           | Chevrolet Corvette 427  | 92  |
| 18              | Gr. 6 | 16 | Vasek Polak Racing            | George Follmer Brett Lunger                     | Porsche 935             | 80  |
| 19              | Gr. 5 | 61 | Jim Busby Racing              | Jim Busby Eppie Wietzes                         | Porsche 935             | 45  |
| 20              | TA2   | 19 | Chris Cord Racing             | Chris Cord Jim Adams                            | Chevrolet Monza 350     | 42  |
| 21              | TA1   | 45 | Motion Marketing              | James Mancuso William Coykendall                | Chevrolet Corvette 355  | 37  |
| 22              | Gr. 5 | 1  | Martini Racing Porsche System | Jacky Ickx Manfred Schurti                      | Porsche 935/77          | 34  |
| 23              | TA1   | 5  | Dead Bear Racing              | Bill Adam Cam Champion                          | Chevrolet Corvette      | 15  |
| Nicht gestartet |       |    |                               |                                                 |                         |     |
| 24              | TA2   | 6  | Pickett Racing                | Greg Pickett Tom Gly                            | Chevrolet Monza 350     | 1   |
| 25              | TA1   | 11 | M. E. Racing                  | Murray Edwards Karl Karlson                     | Chevrolet Corvette      | 2   |
| 26              | TA2   | 36 | Brian Hardacre                | Brian Hardcare                                  | Porsche Carrera RSR     | 3   |

1 Kraftübertragung im Training
2 nicht gestartet
3 kein zweiter Fahrer gemeldet

### Nur in der Meldeliste
Zu diesem Rennen sind keine weiteren Meldungen bekannt.

### Klassensieger
| Klasse | Fahrer          | Fahrer            | Fahrzeug      | Platzierung im Gesamtklassement |
| ------ | --------------- | ----------------- | ------------- | ------------------------------- |
| TA2    | Ludwig Heimrath | Paul Miller       | Porsche 934/5 | Gesamtsieg                      |
| TA1    | Bob Tullius     | Brian Fuerstenau  | Jaguar XJS    | Rang 3                          |
| Gr. 5  | Eddie Cheever   | Gilles Villeneuve | BMW 320i      | Rang 2                          |

### Renndaten
- Gemeldet: 26
- Gestartet: 23
- Gewertet: 13
- Rennklassen: 3
- Zuschauer: 48000
- Wetter am Renntag: warm und trocken
- Streckenlänge: 3,957 km
- Fahrzeit des Siegerteams: 5:59:58,827 Stunden
- Gesamtrunden des Siegerteams: 240
- Gesamtdistanz des Siegerteams: 949,770 km
- Siegerschnitt: 158,303 km/h
- Pole Position: Jacky Ickx – Porsche 935/77 (#1) – 1:20,123 = 177,808 km/h
- Schnellste Rennrunde: Jacky Ickx – Porsche 935/77 (#1) – 1:21,948 = 173,849 km/h
- Rennserie: 12. Lauf zur Sportwagen-Weltmeisterschaft 1977